# Live at Brixton Academy (Motörhead)
Live at Brixton Academy è il quarto album live ufficiale della band heavy metal Motörhead.

## Il disco
Registrato il 22 ottobre del 2000 alla Brixton Academy di Londra, durante il 25 anniversario della band (filmato nel DVD del 2001 25 & Alive Boneshaker), comprende le apparizioni di moltissimi ospiti della scena musicale rock, come il chitarrista dei Queen Brian May e l'ex chitarrista degli Skunk Anansie, Ace.

## Tracce

### Disco 1
1. We Are Motörhead (Phil Campbell, Mikkey Dee, Lemmy Kilmister).
2. No Class (Eddie Clarke, Kilmister, Phil Taylor)
3. I'm So Bad (Baby I Don't Care) (Wurzel, Campbell, Kilmister, Taylor)
4. Over Your Shoulder (Burston, Campbell, Dee, Kilmister)
5. Civil War (Campbell, Dee, Kilmister, Max Ax)
6. 'Metropolis (Clarke, Kilmister, Taylor)
7. Overnight Sensation (Campbell, Dee, Kilmister)
8. God Save the Queen (Paul Cook, Steve Jones, John Lydon, Glen Matlock)
9. Born to Raise Hell (Kilmister)
10. The Chase Is Better Than the Catch (Clarke, Kilmister, Taylor)
11. Stay Out of Jail (Campbell, Dee, Kilmister)
12. Dead Men Tell No Tales (Clarke, Kilmister, Taylor)

### Disco 2
1. You Better Run (Kilmister)
2. Sacrifice (Burston, Campbell, Dee, Kilmister)
3. Orgasmatron (Burston, Campbell, Pete Gill, Kilmister)
4. Going to Brazil (Burston, Campbell, Kilmister, Taylor)
5. Broken (Campbell, Dee, Kilmister
6. Damage Case (Clarke, Kilmister, Taylor)
7. Iron Fist (Clarke, Kilmister, Taylor)
8. Bomber (Clarke, Kilmister, Taylor)
9. Killed by Death (Burston, Campbell, Gill, Kilmister)
10. Ace of Spades (Clarke, Kilmister, Taylor)
11. Overkill (Clarke, Kilmister, Taylor)

## Formazione
- Lemmy Kilmister - basso, voce
- Phil Campbell - chitarra
- Mikkey Dee - batteria

### Ospiti speciali
- "Fast" Eddie Clarke (ex-Motörhead, ex-Fastway) - tracce "The Chase Is Better than the Catch" e "Overkill"
- Todd Campbell (figlio di Phil Campbell, S.K.W.A.D.) - traccia "Killed By Death"
- Paul Inder (figlio di Lemmy) - traccia "Killed By Death"
- Whitfield Crane (ex-Ugly Kid Joe, ex-Medication) -  traccia "Born To Raise Hell"
- Doro Pesch (ex-Warlock) - traccia "Born To Raise Hell"
- Brian May (Queen) - traccia "Overkill"
- Ace (ex-Skunk Anansie) - traccia "Overkill"